# Cherokee (Alabama)
Cherokee – miasto w Stanach Zjednoczonych, w stanie Alabama, w hrabstwie Colbert. W roku 2023 miasto zamieszkiwało 966 osób, a gęstość zaludnienia wynosiła 169,5 osoby/km².